# براد ماتسون
براد ماتسون (بالإنجليزية: Brad Mattson)‏ هو مخترِع أمريكي، ولد في 29 أكتوبر 1954 في نوروود في الولايات المتحدة.